# United States Basketball League 2005
La stagione USBL 2005 fu la ventesima della United States Basketball League. Parteciparono 8 squadre divise in due gironi.
Rispetto alla stagione precedente si aggiunse una nuova franchigia, i Nebraska Cranes. I Florence Flyers si trasferirono a Hackensack, nel New Jersey, rinominandosi New Jersey Flyers. I Brevard Blue Ducks non parteciparono al campionato, mentre gli Adirondack Wildcats e i Cedar Rapids River Raiders e i St. Louis SkyHawks si sciolsero.

## Squadre partecipanti
- Brooklyn Kings
- Dodge City Legend
- Kansas Cagerz
- Nebraska Cranes
- New Jersey Flyers
- Oklahoma Storm
- Penn. ValleyDawgs
- Westch. Wildfire

## Classifiche

### East Division
| Squadra                  | V  | P  | %    | GB   |
| ------------------------ | -- | -- | ---- | ---- |
| Brooklyn Kings           | 21 | 9  | 70,0 | -    |
| Westchester Wildfire     | 13 | 17 | 43,3 | 8    |
| Pennsylvania ValleyDawgs | 12 | 18 | 40,0 | 9    |
| New Jersey Flyers        | 9  | 20 | 31,0 | 10,5 |

### Midwest Division
| Squadra             | V  | P  | %    | GB |
| ------------------- | -- | -- | ---- | -- |
| Oklahoma Storm      | 18 | 12 | 60,0 | -  |
| Dodge City Legend C | 18 | 12 | 60,0 | -  |
| Kansas Cagerz       | 17 | 13 | 56,7 | 1  |
| Nebraska Cranes     | 14 | 16 | 46,7 | 4  |

## Play-off

### Quarti di finale
| 24 giugno | Nebraska Cranes | 117 – 110 | Brooklyn Kings |  |

| 24 giugno | Dodge City Legend | 117 – 107 | Pennsylvania ValleyDawgs |  |

| 24 giugno | Oklahoma Storm | 104 – 77 | New Jersey Flyers |  |

| 24 giugno | Kansas Cagerz | 106 – 91 | Westchester Wildfire |  |

### Semifinali
| 25 giugno | Dodge City Legend | 106 – 100 | Nebraska Cranes |  |

| 25 giugno | Kansas Cagerz | 94 – 84 | Oklahoma Storm |  |

### Finale
| 26 giugno | Dodge City Legend | 97 – 84 | Kansas Cagerz |  |

### Tabellone
|  | Quarti di finale | Quarti di finale | Quarti di finale |            |            | Semifinali | Semifinali | Semifinali |  |  | Finale | Finale | Finale |  |
|  |                  |                  |                  |            |            |            |            |            |  |  |        |        |        |  |
|  | 1e               | Brooklyn         | 0                |            |            |            |            |            |  |  |        |        |        |  |
|  | 1e               | Brooklyn         | 0                |            |            |            |            |            |  |  |        |        |        |  |
|  | 4m               | Nebraska         | 1                |            |            |            |            |            |  |  |        |        |        |  |
|  | 4m               | Nebraska         | 1                |            | 4m         | Nebraska   | 0          |            |  |  |        |        |        |  |
|  |                  |                  |                  |            | 4m         | Nebraska   | 0          |            |  |  |        |        |        |  |
|  |                  |                  | 2m               | Dodge City | 1          |            |            |            |  |  |        |        |        |  |
|  | 3e               | Pennsylvania     | 2m               | Dodge City | 1          | 0          |            |            |  |  |        |        |        |  |
|  | 3e               | Pennsylvania     |                  |            |            |            |            |            |  |  |        |        |        |  |
|  | 2m               | Dodge City       | 1                |            |            |            |            |            |  |  |        |        |        |  |
|  | 2m               | Dodge City       | 1                |            | Dodge City | Dodge City | 1          |            |  |  |        |        |        |  |
|  |                  |                  |                  |            |            |            |            |            |  |  |        |        |        |  |
|  |                  |                  | Kansas           | Kansas     | 0          |            |            |            |  |  |        |        |        |  |
|  | 2e               | Westchester      | Kansas           | Kansas     | 0          | 0          |            |            |  |  |        |        |        |  |
|  | 2e               | Westchester      |                  |            |            |            |            |            |  |  |        |        |        |  |
|  | 3m               | Kansas           | 1                |            |            |            |            |            |  |  |        |        |        |  |
|  | 3m               | Kansas           | 1                |            | 3m         | Kansas     | 1          |            |  |  |        |        |        |  |
|  |                  |                  |                  |            | 3m         | Kansas     | 1          |            |  |  |        |        |        |  |
|  |                  |                  | 1m               | Oklahoma   | 0          |            |            |            |  |  |        |        |        |  |
|  | 4e               | New Jersey       | 1m               | Oklahoma   | 0          | 0          |            |            |  |  |        |        |        |  |
|  | 4e               | New Jersey       |                  |            |            |            |            |            |  |  |        |        |        |  |
|  | 1m               | Oklahoma         | 1                |            |            |            |            |            |  |  |        |        |        |  |

## Vincitore
| Campione USBL 2005            |
| ----------------------------- |
| Dodge City Legend (3º titolo) |

## Statistiche
| Categoria             | Giocatore       | Squadra                  | Stat |
| --------------------- | --------------- | ------------------------ | ---- |
| Punti per gara        | Kareem Reid     | Pennsylvania ValleyDawgs | 27,4 |
| Rimbalzi per gara     | Roderick Riley  | Pennsylvania ValleyDawgs | 10,2 |
| Assist per gara       | Kareem Reid     | Pennsylvania ValleyDawgs | 8,9  |
| Palle rubate per gara | Anthony Glover  | Brooklyn Kings           | 2,5  |
| Stoppate per gara     | Jeremee McGuire | Kansas Cagerz            | 3,9  |
| FG%                   | Jon Smith       | Westchester Wildfire     | 66,2 |
| FT%                   | Roy Tarpley     | Dodge City Legend        | 100  |
| 3FG%                  | Andre Joseph    | Pennsylvania ValleyDawgs | 83,3 |

## Premi USBL
- USBL Player of the Year: Nate Johnson, Kansas Cagerz[4]
- USBL Coach of the Year: Ken Charles, Brooklyn Kings
- USBL Defensive Player of the Year: Eric Coley, Oklahoma Storm
- USBL Sixth man of the Year: Maurice Spillers, Nebraska Cranes
- USBL Rookie of the Year: Badou Gaye, Westchester Wildfire e John Allen, New Jersey Flyers
- USBL Executive of the Year: Carroll Long, Kansas Cagerz
- USBL Postseason MVP: Jermaine Boyette
- All-USBL First Team
  - Ebi Ere, Oklahoma Storm
  - Anthony Glover, Brooklyn Kings
  - B.J. McFarlan, Brooklyn Kings
  - Nate Johnson, Kansas Cagerz
  - Jermaine Boyette, Dodge City Legend
- All-USBL Second Team
  - Renaldo Major, Dodge City Legend
  - Mike Mackell, Oklahoma Storm
  - Roderick Riley, Pennsylvania ValleyDawgs
  - Larry House, Nebraska Cranes
  - Joe Adkins, Oklahoma Storm
- USBL All-Defensive Team
  - Badou Gaye, Westchester Wildfire
  - Anthony Glover, Brooklyn Kings
  - Jeremee McGuire, Kansas Cagerz
  - Eric Coley, Oklahoma Storm
  - Kyle Williams, Brooklyn Kings
- USBL All-Rookie Team
  - Badou Gaye, Westchester Wildfire
  - John Allen, New Jersey Flyers
  - Cedrick Banks, Nebraska Cranes
  - Tory Cavalieri, Brooklyn Kings
  - Brad Oleson, Dodge City Legend